# Brixia aureotincta
Brixia aureotincta är en insektsart som beskrevs av Synave 1956. Brixia aureotincta ingår i släktet Brixia och familjen kilstritar. Inga underarter finns listade i Catalogue of Life.